# Llista de municipis de Deux-Sèvres
Llista dels 303 municipis del departament francès de Deux-Sèvres (79).
| Code INSEE | Code Postal | Commune                              |
| ---------- | ----------- | ------------------------------------ |
| 79001      | 79240       | L'Absie                              |
| 79002      | 79200       | Adilly                               |
| 79003      | 79230       | Aiffres (CAN)                        |
| 79004      | 79370       | Aigonnay                             |
| 79005      | 79600       | Airvault                             |
| 79006      | 79190       | Les Alleuds                          |
| 79007      | 79130       | Allonne                              |
| 79008      | 79350       | Amailloux                            |
| 79009      | 79210       | Amuré (CAN)                          |
| 79010      | 79210       | Arçais (CAN)                         |
| 79011      | 79110       | Ardilleux                            |
| 79012      | 79160       | Ardin                                |
| 79013      | 79150       | Argenton-les-Vallées                 |
| 79014      | 79290       | Argenton-l'Église                    |
| 79015      | 79170       | Asnières-en-Poitou                   |
| 79016      | 79600       | Assais-les-Jumeaux                   |
| 79018      | 79110       | Aubigné                              |
| 79019      | 79390       | Aubigny                              |
| 79020      | 79400       | Augé                                 |
| 79022      | 79600       | Availles-Thouarsais                  |
| 79023      | 79800       | Avon                                 |
| 79024      | 79400       | Azay-le-Brûlé                        |
| 79025      | 79130       | Azay-sur-Thouet                      |
| 79027      | 79110       | La Bataille                          |
| 79029      | 79420       | Beaulieu-sous-Parthenay              |
| 79030      | 79370       | Beaussais-Vitré                      |
| 79031      | 79360       | Beauvoir-sur-Niort                   |
| 79032      | 79160       | Béceleuf                             |
| 79033      | 79360       | Belleville                           |
| 79034      | 79000       | Bessines (CAN)                       |
| 79035      | 79130       | Le Beugnon                           |
| 79038      | 79300       | Boismé                               |
| 79039      | 79360       | Boisserolles                         |
| 79040      | 79310       | La Boissière-en-Gâtine               |
| 79042      | 79800       | Bougon                               |
| 79043      | 79290       | Bouillé-Loretz                       |
| 79044      | 79290       | Bouillé-Saint-Paul                   |
| 79045      | 79110       | Bouin                                |
| 79046      | 79210       | Le Bourdet (CAN)                     |
| 79047      | 79600       | Boussais                             |
| 79049      | 79300       | Bressuire                            |
| 79050      | 79140       | Bretignolles                         |
| 79051      | 79320       | Le Breuil-Bernard                    |
| 79053      | 79150       | Le Breuil-sous-Argenton              |
| 79054      | 79100       | Brie                                 |
| 79055      | 79170       | Brieuil-sur-Chizé                    |
| 79056      | 79290       | Brion-près-Thouet                    |
| 79057      | 79170       | Brioux-sur-Boutonne                  |
| 79058      | 79230       | Brûlain                              |
| 79059      | 79240       | Le Busseau                           |
| 79060      | 79190       | Caunay                               |
| 79061      | 79370       | Celles-sur-Belle                     |
| 79062      | 79140       | Cerizay                              |
| 79063      | 79290       | Cersay                               |
| 79064      | 79500       | Chail                                |
| 79066      | 79220       | Champdeniers-Saint-Denis             |
| 79068      | 79340       | Chantecorps                          |
| 79069      | 79320       | Chanteloup                           |
| 79070      | 79220       | La Chapelle-Bâton                    |
| 79071      | 79200       | La Chapelle-Bertrand                 |
| 79072      | 79300       | La Chapelle-Gaudin                   |
| 79074      | 79190       | La Chapelle-Pouilloux                |
| 79075      | 79240       | La Chapelle-Saint-Étienne            |
| 79076      | 79430       | La Chapelle-Saint-Laurent            |
| 79077      | 79160       | La Chapelle-Thireuil                 |
| 79080      | 79200       | Châtillon-sur-Thouet                 |
| 79081      | 79180       | Chauray (CAN)                        |
| 79083      | 79110       | Chef-Boutonne                        |
| 79084      | 79120       | Chenay                               |
| 79085      | 79170       | Chérigné                             |
| 79086      | 79410       | Cherveux                             |
| 79087      | 79120       | Chey                                 |
| 79088      | 79350       | Chiché                               |
| 79089      | 79600       | Le Chillou                           |
| 79090      | 79170       | Chizé                                |
| 79091      | 79140       | Cirières                             |
| 79092      | 79420       | Clavé                                |
| 79094      | 79350       | Clessé                               |
| 79095      | 79190       | Clussais-la-Pommeraie                |
| 79096      | 79140       | Combrand                             |
| 79098      | 79800       | La Couarde                           |
| 79099      | 79150       | La Coudre                            |
| 79100      | 79510       | Coulon (CAN)                         |
| 79101      | 79160       | Coulonges-sur-l'Autize               |
| 79102      | 79330       | Coulonges-Thouarsais                 |
| 79103      | 79440       | Courlay                              |
| 79104      | 79220       | Cours                                |
| 79105      | 79340       | Coutières                            |
| 79106      | 79110       | Couture-d'Argenson                   |
| 79048      | 79260       | La Crèche                            |
| 79107      | 79110       | Crézières                            |
| 79108      | 79390       | Doux                                 |
| 79109      | 79410       | Échiré (CAN)                         |
| 79111      | 79170       | Ensigné                              |
| 79112      | 79270       | Épannes (CAN)                        |
| 79113      | 79150       | Étusson                              |
| 79114      | 79400       | Exireuil                             |
| 79115      | 79800       | Exoudun                              |
| 79116      | 79350       | Faye-l'Abbesse                       |
| 79117      | 79160       | Faye-sur-Ardin                       |
| 79118      | 79450       | Fénery                               |
| 79119      | 79160       | Fenioux                              |
| 79120      | 79390       | La Ferrière-en-Parthenay             |
| 79121      | 79340       | Fomperron                            |
| 79122      | 79110       | Fontenille-Saint-Martin-d'Entraigues |
| 79123      | 79380       | La Forêt-sur-Sèvre                   |
| 79124      | 79340       | Les Forges                           |
| 79125      | 79230       | Fors                                 |
| 79126      | 79360       | Les Fosses                           |
| 79127      | 79360       | La Foye-Monjault                     |
| 79128      | 79260       | François                             |
| 79129      | 79370       | Fressines                            |
| 79130      | 79270       | Frontenay-Rohan-Rohan (CAN)          |
| 79131      | 79330       | Geay                                 |
| 79132      | 79150       | Genneton                             |
| 79133      | 79220       | Germond-Rouvre                       |
| 79134      | 79330       | Glénay                               |
| 79135      | 79200       | Gourgé                               |
| 79136      | 79110       | Gournay-Loizé                        |
| 79137      | 79360       | Granzay-Gript                        |
| 79139      | 79220       | Les Groseillers                      |
| 79140      | 79110       | Hanc                                 |
| 79141      | 79600       | Irais                                |
| 79142      | 79170       | Juillé                               |
| 79144      | 79230       | Juscorps                             |
| 79145      | 79200       | Lageon                               |
| 79147      | 79240       | Largeasse                            |
| 79148      | 79120       | Lezay                                |
| 79149      | 79390       | Lhoumois                             |
| 79150      | 79190       | Limalonges                           |
| 79152      | 79190       | Lorigné                              |
| 79153      | 79110       | Loubigné                             |
| 79154      | 79110       | Loubillé                             |
| 79156      | 79600       | Louin                                |
| 79157      | 79100       | Louzy                                |
| 79158      | 79170       | Luché-sur-Brioux                     |
| 79159      | 79330       | Luché-Thouarsais                     |
| 79160      | 79170       | Lusseray                             |
| 79161      | 79100       | Luzay                                |
| 79162      | 79460       | Magné (CAN)                          |
| 79163      | 79190       | Mairé-Levescault                     |
| 79164      | 79500       | Maisonnay                            |
| 79165      | 79600       | Maisontiers                          |
| 79166      | 79360       | Marigny                              |
| 79167      | 79600       | Marnes                               |
| 79168      | 79150       | Massais                              |
| 79079      | 79700       | Mauléon                              |
| 79170      | 79210       | Mauzé-sur-le-Mignon (CAN)            |
| 79171      | 79100       | Mauzé-Thouarsais                     |
| 79172      | 79310       | Mazières-en-Gâtine                   |
| 79173      | 79500       | Mazières-sur-Béronne                 |
| 79174      | 79500       | Melle                                |
| 79175      | 79190       | Melleran                             |
| 79176      | 79340       | Ménigoute                            |
| 79177      | 79120       | Messé                                |
| 79178      | 79100       | Missé                                |
| 79179      | 79320       | Moncoutant                           |
| 79180      | 79190       | Montalembert                         |
| 79183      | 79140       | Montravers                           |
| 79184      | 79800       | La Mothe-Saint-Héray                 |
| 79185      | 79370       | Mougon                               |
| 79187      | 79150       | Moutiers-sous-Argenton               |
| 79188      | 79320       | Moutiers-sous-Chantemerle            |
| 79189      | 79400       | Nanteuil                             |
| 79190      | 79130       | Neuvy-Bouin                          |
| 79191      | 79000       | Niort (CAN)                          |
| 79195      | 79250       | Nueil-les-Aubiers                    |
| 79196      | 79100       | Oiron                                |
| 79197      | 79390       | Oroux                                |
| 79198      | 79170       | Paizay-le-Chapt                      |
| 79199      | 79500       | Paizay-le-Tort                       |
| 79200      | 79220       | Pamplie                              |
| 79201      | 79800       | Pamproux                             |
| 79202      | 79200       | Parthenay                            |
| 79203      | 79100       | Pas-de-Jeu                           |
| 79204      | 79170       | Périgné                              |
| 79205      | 79190       | Pers                                 |
| 79207      | 79700       | La Petite-Boissière                  |
| 79208      | 79200       | La Peyratte                          |
| 79209      | 79330       | Pierrefitte                          |
| 79210      | 79140       | Le Pin                               |
| 79211      | 79110       | Pioussay                             |
| 79212      | 79190       | Pliboux                              |
| 79213      | 79200       | Pompaire                             |
| 79214      | 79500       | Pouffonds                            |
| 79215      | 79130       | Pougne-Hérisson                      |
| 79216      | 79230       | Prahecq                              |
| 79217      | 79370       | Prailles                             |
| 79218      | 79390       | Pressigny                            |
| 79219      | 79210       | Priaires (CAN)                       |
| 79220      | 79210       | Prin-Deyrançon (CAN)                 |
| 79078      | 79360       | Prissé-la-Charrière                  |
| 79222      | 79320       | Pugny                                |
| 79223      | 79160       | Puihardy                             |
| 79225      | 79420       | Reffannes                            |
| 79226      | 79130       | Le Retail                            |
| 79229      | 79270       | La Rochénard (CAN)                   |
| 79230      | 79120       | Rom                                  |
| 79231      | 79260       | Romans                               |
| 79235      | 79700       | Saint-Amand-sur-Sèvre                |
| 79236      | 79380       | Saint-André-sur-Sèvre                |
| 79238      | 79300       | Saint-Aubin-du-Plain                 |
| 79239      | 79450       | Saint-Aubin-le-Cloud                 |
| 79241      | 79220       | Saint-Christophe-sur-Roc             |
| 79243      | 79120       | Saint-Coutant                        |
| 79244      | 79100       | Saint-Cyr-la-Lande                   |
| 79240      | 79370       | Sainte-Blandine                      |
| 79246      | 79800       | Sainte-Eanne                         |
| 79250      | 79330       | Sainte-Gemme                         |
| 79283      | 79260       | Sainte-Néomaye                       |
| 79284      | 79220       | Sainte-Ouenne                        |
| 79292      | 79100       | Sainte-Radegonde                     |
| 79297      | 79120       | Sainte-Soline                        |
| 79247      | 79360       | Saint-Étienne-la-Cigogne             |
| 79300      | 79100       | Sainte-Verge                         |
| 79249      | 79410       | Saint-Gelais (CAN)                   |
| 79251      | 79500       | Saint-Génard                         |
| 79252      | 79600       | Saint-Généroux                       |
| 79253      | 79400       | Saint-Georges-de-Noisné              |
| 79254      | 79210       | Saint-Georges-de-Rex (CAN)           |
| 79255      | 79200       | Saint-Germain-de-Longue-Chaume       |
| 79256      | 79340       | Saint-Germier                        |
| 79257      | 79210       | Saint-Hilaire-la-Palud (CAN)         |
| 79258      | 79100       | Saint-Jacques-de-Thouars             |
| 79259      | 79100       | Saint-Jean-de-Thouars                |
| 79260      | 79600       | Saint-Jouin-de-Marnes                |
| 79261      | 79380       | Saint-Jouin-de-Milly                 |
| 79263      | 79160       | Saint-Laurs                          |
| 79264      | 79500       | Saint-Léger-de-la-Martinière         |
| 79265      | 79100       | Saint-Léger-de-Montbrun              |
| 79267      | 79420       | Saint-Lin                            |
| 79268      | 79600       | Saint-Loup-Lamairé                   |
| 79269      | 79160       | Saint-Maixent-de-Beugné              |
| 79270      | 79400       | Saint-Maixent-l'École                |
| 79271      | 79310       | Saint-Marc-la-Lande                  |
| 79273      | 79230       | Saint-Martin-de-Bernegoue            |
| 79274      | 79100       | Saint-Martin-de-Mâcon                |
| 79276      | 79400       | Saint-Martin-de-Saint-Maixent        |
| 79277      | 79290       | Saint-Martin-de-Sanzay               |
| 79278      | 79420       | Saint-Martin-du-Fouilloux            |
| 79279      | 79500       | Saint-Martin-lès-Melle               |
| 79280      | 79150       | Saint-Maurice-la-Fougereuse          |
| 79281      | 79410       | Saint-Maxire (CAN)                   |
| 79282      | 79370       | Saint-Médard                         |
| 79285      | 79310       | Saint-Pardoux                        |
| 79286      | 79240       | Saint-Paul-en-Gâtine                 |
| 79289      | 79700       | Saint-Pierre-des-Échaubrognes        |
| 79290      | 79160       | Saint-Pompain                        |
| 79293      | 79410       | Saint-Rémy (CAN)                     |
| 79294      | 79230       | Saint-Romans-des-Champs              |
| 79295      | 79500       | Saint-Romans-lès-Melle               |
| 79298      | 79270       | Saint-Symphorien                     |
| 79299      | 79330       | Saint-Varent                         |
| 79301      | 79500       | Saint-Vincent-la-Châtre              |
| 79302      | 79400       | Saivres                              |
| 79303      | 79800       | Salles                               |
| 79304      | 79270       | Sansais (CAN)                        |
| 79306      | 79200       | Saurais                              |
| 79307      | 79190       | Sauzé-Vaussais                       |
| 79308      | 79000       | Sciecq (CAN)                         |
| 79309      | 79240       | Scillé                               |
| 79310      | 79170       | Secondigné-sur-Belle                 |
| 79311      | 79130       | Secondigny                           |
| 79312      | 79170       | Séligné                              |
| 79313      | 79120       | Sepvret                              |
| 79314      | 79110       | Sompt                                |
| 79316      | 79800       | Soudan                               |
| 79318      | 79310       | Soutiers                             |
| 79319      | 79800       | Souvigné                             |
| 79320      | 79220       | Surin                                |
| 79321      | 79100       | Taizé                                |
| 79322      | 79200       | Le Tallud                            |
| 79325      | 79600       | Tessonnière                          |
| 79326      | 79390       | Thénezay                             |
| 79327      | 79370       | Thorigné                             |
| 79328      | 79360       | Thorigny-sur-le-Mignon (CAN)         |
| 79329      | 79100       | Thouars                              |
| 79330      | 79110       | Tillou                               |
| 79331      | 79100       | Tourtenay                            |
| 79332      | 79240       | Trayes                               |
| 79333      | 79150       | Ulcot                                |
| 79334      | 79210       | Usseau (CAN)                         |
| 79335      | 79270       | Vallans (CAN)                        |
| 79336      | 79120       | Vançais                              |
| 79337      | 79270       | Le Vanneau-Irleau (CAN)              |
| 79338      | 79120       | Vanzay                               |
| 79339      | 79340       | Vasles                               |
| 79340      | 79420       | Vausseroux                           |
| 79341      | 79420       | Vautebis                             |
| 79342      | 79240       | Vernoux-en-Gâtine                    |
| 79343      | 79170       | Vernoux-sur-Boutonne                 |
| 79345      | 79310       | Verruyes                             |
| 79346      | 79170       | Le Vert                              |
| 79347      | 79200       | Viennay                              |
| 79348      | 79170       | Villefollet                          |
| 79349      | 79110       | Villemain                            |
| 79350      | 79360       | Villiers-en-Bois                     |
| 79351      | 79160       | Villiers-en-Plaine (CAN)             |
| 79352      | 79170       | Villiers-sur-Chizé                   |
| 79354      | 79310       | Vouhé                                |
| 79355      | 79230       | Vouillé (CAN)                        |
| 79242      | 79150       | Voulmentin                           |
| 79357      | 79220       | Xaintray                             |